# کالج جنوبی اوپتومتری
دانشگاه اوپتومتری جنوبی (به انگلیسی: Southern College of Optometry) تأسیس ۱۹۳۲، از معتبرترین دانشگاه‌های ایالات متحده آمریکا در رشتهٔ اوپتومتری بوده و تخصص دورهٔ دکترا (.O.D) ارائه می‌دهد.
این موسسه در ایالت تنسی و در مرکز شهر ممفیس واقع است.